# Women’s Division One Ice Hockey League
Die Division One – auch Division I – war nach der Women’s Premier Ice Hockey League (auch British Women’s  Premier Ice Hockey League) die von der Saison 1996/97 bis zur Saison 2014/15 die zweithöchste Ebene der Fraueneishockeyliga Großbritanniens. Seit dem Jahr 2015 wurde sie wegen der Bildung einer neuen höchsten Liga, der Elite League, zur dritthöchsten Liga. Die Durchführung der Liga erfolgt durch die English Ice Hockey Association unter dem Dach des britischen Eishockeyverbandes Ice Hockey UK. Eine strukturierte Liga ist seit der Saison 1996/97 bekannt. Sie wird seit einigen Jahren in regionalen Gruppen ausgespielt.

## Struktur der Liga
Im Jahre 1984 wurde zum ersten Mal eine englische Fraueneishockeyliga ausgetragen. An dieser Women’s English League nahmen zunächst fünf Mannschaften teil. Ab dem Folgejahr wurde sie auf sieben Teilnehmer aufgestockt. Ab 1988 nahm die dann British Women’s League genannte Liga weitere Teams auf und spaltete sich in drei regionale Divisionen mit je vier bis sieben Mannschaften. Aber bereits nach zwei Saisons wurde 1990 eine eingleisige oberste Premier Division geschaffen, unterhalb derer zwei regionale Gruppen, die North Division und die South Division, in manchen Jahren auch eine dritte, die Midlands Division, gebildet wurden. Mit der Conference League wurde 1995 eine ebenfalls regional gegliederte dritte Ligenebene installiert. Die zwei oder drei Erstplatzierten der Divisions bzw. der Conferences spielen untereinander den Sieger der Liga aus.
Der Gewinner des Finales der Divisions hatte das Recht, gegen den Premier-League-Letzten um das Startrecht in der höchsten Liga zu spielen. In einigen Jahren wurde neben der Finalrunde „Final Four“ eine Relegationsrunde bzw. Aufstiegsqualifikation ausgespielt.

## Titelträger
| Jahr      |                          |                                          |                                                |
| 2018/19   | Cardiff Comets           | Swindon TopCats ‘B’                      | Telford Wrekin Raiders / Solway Sharks         |
| 2017/18   | Whitley Bay Squaws       | Blackburn Thunder                        | Streatham Storm ‘B’ / Basingstoke Bison Ladies |
| 2016/17   | Bracknell Queen Bees ‘B’ | Basingstoke Bison Ladies                 | Telford Wrekin Raiders / Coventry Phoenix      |
| 2015/16   | Kingston Diamonds ‘B’    | Billingham Lady Stars                    | Invicta Dynamics / Cardiff Comets              |
| 2014/15   | Manchester               | Swindon Topcats                          | Whitley Bay Squaws                             |
| 2013/14   | Swindon Topcats          | Whitley Bay Squaws                       | Coventry Phoenix                               |
| 2012/13   | Whitley Bay Squaws       | Billingham Lady Stars                    | Cardiff Comets                                 |
| 2011/12   | Whitley Bay Squaws       | Cardiff Comets                           | Telford Wrekin Raiders                         |
| 2010/11   | Milton Keynes Falcons    | Chelmsford Cobras                        | Sheffield Shadows B                            |
| 2009/10   | Basingstoke Bison Ladies | Milton Keynes Falcons, Flintshire Furies | Milton Keynes Falcons, Flintshire Furies       |
| 2008/09   | Billingham Wildcats      | Chelmsford Cobras                        | Milton Keynes Falcons                          |
| 2007/08   | Swindon Topcats          | Chelmsford Cobras                        | Telford Wrekin Raiders                         |
| 2006/07   | Swindon Topcats          | Billingham Wildcats                      | Chelmsford Cobras                              |
| 2005/06   | Swindon Topcats          | Nottingham Vipers                        | Chelmsford Cobras                              |
| 2004/05   | Streatham Storm          | Basingstoke Bison Ladies                 | Nottingham Vipers                              |
| 2003/04   | Solihull Vixens          | Whitley Bay Squaws                       | Romford Nighthawks                             |
| 2002/03   | Solihull Vixens          | Flintshire Furies                        | Milton Keynes Falcons                          |
| 2001/02   | Sheffield Shadows        | Whitley Bay Squaws                       | Basingstoke Bison Ladies                       |
| 2000/01   | Billingham Wildcats      | Sheffield Shadows                        | Solihull Vixens                                |
| 1999/2000 | Kingston Diamonds        | Billingham Wildcats                      | Cardiff Comets                                 |
| 1998/99   | Kingston Diamonds        | Cardiff Comets                           | Billingham Wildcats                            |
| 1997/98   | Kingston Diamonds        | Basingstoke Bison Ladies                 | Sheffield Shadows                              |
| 1996/97   | Solihull Vixens          | Kingston Diamonds                        | Romford Nighthawks                             |
| 1995/96   |                          |                                          |                                                |
| 1994/95   |                          |                                          |                                                |
| 1993/94   |                          |                                          |                                                |
| 1992/93   |                          |                                          |                                                |
| 1991/1992 |                          |                                          |                                                |
| 1990/91   |                          |                                          |                                                |